# Mickey Daniels
Mickey Daniels, né le 11 octobre 1914 à Rock Springs, dans le Wyoming et mort le 20 août 1970, est un acteur américain connu pour son rôle dans Les Petites Canailles.

## Biographie
Mickey Daniels est le fils de l'acteur Richard Daniels (en). En 1921, Daniels est enrôlé par Hal Roach pour jouer dans Les Petites Canailles, dans la période du cinéma muet aux côtés de Mary Kornman et Ernie Morrison. Son personnage est celui de Mickey, l'enfant qui a des taches de rousseur. Mickey est remplacé par Jay R. Smith, un enfant qui lui aussi a des taches de rousseur. Daniels quitte Les Petites Canailles en 1926. Il a tenu plus tard son propre rôle dans l'épisode intitulé Fish Hooky (en). Il figure ensuite avec Mary Kornman dans la série The Boy Friends (en). 
Après qu'il eut quitté Les Petites Canailles, Daniels est devenu alcoolique. Il meurt le 20 août 1970 d'une cirrhose. Il est enterré au Forest Lawn Memorial Park, à Glendale, en Californie.

## Filmographie
- 1922 : Et puis ça va (Doctor Jack) de Fred C. Newmeyer et Sam Taylor
- 1923 : The Big Show de Robert F. McGowan